# 艾尔夫斯宾市镇
艾尔夫斯宾市镇（瑞典語：Älvsbyns kommun）是瑞典北部北博滕省的一个市镇。其治所位于艾尔夫斯宾。